# 사랑과 슬픔의 강
《사랑과 슬픔의 강》은 1970년 6월 1일부터 1970년 8월 10일까지 방영된 MBC 일일연속극이다.

## 등장 인물
- 최무룡
- 김혜경
- 옥인현
- 박정기
- 백일섭
- 윤여정
- 김애경
- 박근형